# Eugène Borel

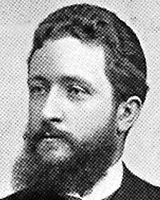
Eugène Borel.

Eugène Borel, född den 17 juni 1835 i Neuchâtel, död den 14 juni 1892 i Bern, var en schweizisk ämbetsman.
Borel studerade juridik i Heidelberg och München samt bosatte sig som advokat i sin födelsestad, där han samtidigt tog livligt del i politiken. År 1872 valdes han till medlem av förbundsrådet och blev chef för post- och järnvägsdepartementet. Vid denna tid väcktes i Tyskland förslag om bildandet av en internationell postförening, och då med anledning därav 1874 en allmän postkongress öppnades i Bern, valdes Borel till dess president. Det allmänna erkännande han genom sin duglighet och parlamentariska förmåga därunder tillvann sig föranledde förbundsregeringen att erbjuda honom ledningen av den internationella postbyrån, vars inrättande i Bern kongressen hade beslutit. Han skötte denna syssla med erkänd duglighet och verkade på ett framgångsrikt sätt för Världspostföreningens utveckling.